# De pază de Crăciun - Un câine pus pe treabă
De pază de Crăciun - Un câine pus pe treabă (titlu original: The Dog Who Saved Christmas) este un film de Crăciun american de comedie din 2009 regizat de Michael Feifer. Rolurile principale au fost interpretate de actorii Mario López, Sierra McCormick și Dean Cain.  A fost transmis inițial în cadrul blocului de programe de televiziune ABC Family, 25 de zile de Crăciun.

## Distribuție
- Mario López - Zeus (voce)
- Dean Cain - Ted Stein
- Elisa Donovan - Belinda Bannister
- Sierra McCormick - Kara Bannister
- Adrienne Barbeau - Cressida
- Gary Valentine - George Bannister
- Mindy Sterling - Grandma Bannister
- Joey Diaz - Stewey McMann

## Primire
Criticii au comparat filmul cu o altă producție TV de Crăciun din 2009, Un câine pe nume Crăciun și au menționat că are influențe din Singur acasă și Uite cine vorbește. Un câine pe nume Crăciun (A Dog Named Christmas) a fost transmis în aceeași noapte ca De pază de Crăciun - Un câine pus pe treabă (The Dog Who Saved Christmas) suprapunându-se timp de o oră. În general, criticii au evaluat A Dog Named Christmas ca fiind superior filmului The Dog Who Saved Christmas, dar au lăudat interpretările actoricești ale lui Adrienne Barbeau și Mindy Sterling.